# Atropacarus platakisi
Atropacarus platakisi är en kvalsterart som först beskrevs av Sandór Mahunka 1979.  Atropacarus platakisi ingår i släktet Atropacarus och familjen Phthiracaridae. Inga underarter finns listade.